# (7221) Sallaba
(7221) Sallaba est un astéroïde de la ceinture principale.

## Description
(7221) Sallaba est un astéroïde de la ceinture principale. Il fut découvert le 22 septembre 1981 à l'Observatoire Kleť par Zdeňka Vávrová. Il présente une orbite caractérisée par un demi-grand axe de 2,41 UA, une excentricité de 0,22 et une inclinaison de 1,3° par rapport à l'écliptique.

## Compléments